# Laila Ferrer de Silva
Laila Ferrer de Silva (* 30. Juli 1982 in Pacatuba) ist eine brasilianische Leichtathletin, die sich auf den Speerwurf spezialisiert hat. 2019 und 2021 wurde sie Südamerikameisterin und 2018 siegte sie bei den Südamerikaspielen.

## Sportliche Laufbahn
Erste internationale Erfahrungen sammelte Laila Ferrer de Silva 2011 bei den Südamerikameisterschaften in Buenos Aires, bei denen sie mit einer Weite von 53,67 m den vierten Platz belegte. Anschließend nahm sie erstmals an den Panamerikanischen Spielen in Guadalajara teil und gelangte dort mit 46,43 m auf Rang 15. Im Jahr darauf gewann sie bei den Ibero-Amerikanischen Meisterschaften in Barquisimeto mit einem Wurf auf 57,14 m die Bronzemedaille hinter der Kolumbianerin Flor Ruíz und Leryn Franco aus Paraguay. Im Anschluss nahm sie an den Olympischen Spielen in London teil, schied dort aber mit 58,39 m in der Qualifikation aus. 2013 gewann sie bei den Südamerikameisterschaften in Cartagena mit 58,80 m die Silbermedaille und musste sich dabei nur der Kolumbianerin Ruiz geschlagen geben. 2014 nahm sie erstmals an den Südamerikaspielen in Santiago de Chile teil und gewann dort mit 57,11 m die Bronzemedaille hinter Ruiz und ihrer Landsfrau Jucilene de Lima. Anschließend gewann sie bei den Ibero-Amerikanischen Meisterschaften in São Paulo mit 58,12 m die Silbermedaille hinter de Lima. 2015 nahm sie erneut an den Panamerikanischen Spielen in Toronto teil und wurde dort mit 58,19 m Vierte, während sie 2016 bei den Ibero-Amerikanischen Meisterschaften in Rio de Janeiro mit 60,44 m die Silbermedaille hinter Ruiz gewann.
2017 sicherte sie sich bei den Südamerikameisterschaften in Luque mit 58,50 m ebenfalls die Silbermedaille und musste sich abermals Ruiz geschlagen geben. Sie startete auch bei den Weltmeisterschaften in London, schied dort aber mit 60,54 m in der Qualifikation aus. Im Jahr darauf siegte sie bei den Südamerikaspielen in Cochabamba mit 60,25 m und gewann bei den Ibero-Amerikanischen Meisterschaften in Trujillo mit 58,24 m hinter der Kolumbianerin María Lucelly Murillo und Arantza Moreno aus Spanien die Bronzemedaille. 2019 siegte sie bei den Südamerikameisterschaften in Lima mit 57,79 m und belegte bei den Panamerikanischen Spielen ebendort mit einer Weite von 59,15 m den fünften Platz. Durch den Sieg bei den Kontinentalmeisterschaften erhielt de Silva ein Freilos für die Weltmeisterschaften in Doha, bei denen sie erneut mit 55,49 m in der Qualifikation ausschied. Im Anschluss gewann sie bei den Militärweltspielen in Wuhan mit 56,02 m die Silbermedaille hinter der Chinesin Zhang Li. 2021 verteidigte sie bei den Südamerikameisterschaften in Guayaquil mit 59,97 m ihren Titel. Anschließend nahm sie an den Olympischen Sommerspielen in Tokio teil und verpasste dort mit 59,47 m den Finaleinzug. 2023 belegte sie dann bei den Südamerikameisterschaften in São Paulo mit 53,87 m den sechsten Platz und im Jahr darauf gelangte sie bei den Ibero-Amerikanischen Meisterschaften in Cuiabá mit 52,24 m auf Rang sieben.
In den Jahren von 2016 bis 2020 wurde de Silva brasilianische Meisterin im Speerwurf.

## Persönliches
Laila Ferrer de Silva ist seit 2012 mit dem brasilianischen Hammerwerfer Wagner Domingos verheiratet.